# Ostriecznaja
Ostriecznaja (ros. Остречная) – osiedle przy stacji w Rosji, w Kraju Zabajkalskim, w Agińskim Okręgu Buriackim, w rejonie mogojtujskim. W 2021 liczyło 39 mieszkańców.